# Данієле Лавія
Данієле Лавія (італ. Daniele Lavia; нар. 4 листопада 1999, Кар'яті) — італійський волейболіст, нападник, гравець збірної Італії та клубу «Трентіно Воллей». Найрезультативніший гравець вирішального поєдинку першости світу 2022.

## Життєпис
Народжний 4 листопада 1999 року в Кар'яті.
Грав у клубах «Caffè Aiello Corigliano» (дивізіон A2, 2014—2015; дивізіон В1, 2015—2016), «Materdominivolley.It» (Кастеллана-Гротте, дивізіон A2, 2016—2018), «Консар» (Равенна, 2018—2020), «Leo Shoes Modena» (Модена, 2020—2021). Від сезону 2021—2022 захищає барви клубу «Трентіно Воллей» із Тренто.
Був гравцем стартового складу збірної Італії під час світової першости 2022. Найрезультативніший гравець вирішального поєдинку цих змагань, у якому він здобув 19 очок.

### Досягнення
зі збірною
- чемпіон світу 2022
- переможець Євро-2021

клубні
- володар Суперкубка Італії 2021